# Plutonion pri Hierapolisu
Plutonion v Hierapolisu (grško Πλουτώνειον, latinizirano: Ploutōneion, dob. 'Plutonov prostor', latinsko Plutonium) ali Plutonova vrata je bil ploutonion (religiozno mesto, posvečeno bogu Plutonu) v antičnem mestu Hierapolis v bližini Pamukkale v sodobni turški provinci Denizli. Najdišče so leta 1965 odkrili italijanski arheologi, ki so objavljali poročila o svojih izkopavanjih.  Leta 2013 so jo nadalje raziskali italijanski arheologi pod vodstvom Francesca D'Andria, profesorja arheologije na Univerzi v Salentu. Kot del obnovitvenega projekta je bila na prvotnem mestu obnovljena replika marmornatega kipa Hada in Kerbera. Kip naj bi bil tam že v antiki.

## Zgodovina
Čeprav natančna starost najdišča trenutno ni znana, je okoliško mesto Hierapolis ustanovil okoli leta 190 pred našim štetjem pergamonski kralj Evmen II..
Mesto je bilo zgrajeno na vrhu jame, iz katere izhajajo strupeni plini, zato se je uporabljalo kot obredni prehod v podzemlje. Pogosta so bila obredna žrtvovanja živali. Živali so vrgli v jamo in jih potegnili nazaj z vrvmi, na katere so jih privezali. Arheologi so ugotovili, da imajo hlapi, ki se sproščajo iz votline, še vedno smrtonosne lastnosti, saj najdejo ptice, ki jih privlači topel zrak, in se zadušijo po dihanju strupenih hlapov.
Ploutonion je opisalo več antičnih piscev, med njimi Strabon, Kasij Dion in Damaskij. Je majhna jama, ki je ravno dovolj velika, da lahko en človek vstopi skozi ograjen vhod, v katerega se spustijo stopnice in iz katerega izhaja zadušljiv plin ogljikov dioksid, ki ga povzroča podzemeljska geološka aktivnost. Za 3 kvadratnimi metri pokrite komore je globoka razcep v skali, skozi katerega priteka hitro tekoča vroča voda, medtem ko sprošča plin, ki močno diši. Ker je bil plin smrtonosen, se je zdelo, da je plin poslal Pluton, bog podzemlja.
V zgodnjih letih mesta so se Kibelini evnuhi spustili v plutonion in se plazili po tleh po žepih kisika ali zadrževali dih. Ogljikov dioksid je težji od zraka in se zbira v votlinah. Duhovniki na ta način želeli pokazati, da so čudežno imuni na plin in prežeti z božjo zaščito.
Pred vhodom je bila zaprta površina 2000 kvadratnih metrov. Pokrival jo je debel sloj zadušljivega plina, ki je ubil vsakogar, ki si je drznil vstopiti vanj. Duhovniki prodajali ptice in druge živali, da so lahko preizkusili, kako smrtonosno je to zaprto območje. Obiskovalci bi lahko (za plačilo) spraševali  Plutonov orakelj. To je bil  za tempelj znaten vir dohodka. Vhod v plutonion je bil v krščanskih časih zazidan  in pred kratkim odkopan.
Starodavni zgodovinar Strabo je vrata opisal tako:
»Vsaka žival, ki gre notri, sreča takojšnjo smrt. Vrgel sem vrabce in ti so takoj ko so zadihali, padli.«

### Uničenje
Arheološki dokazi kažejo, da je območje v celoti obratovalo do 4. stoletja našega štetja, vendar je v naslednjih dveh stoletjih le občasno obiskano. Tempelj je bil uničen v potresu v 6. stoletju našega štetja.

## Drugo branje
- Ramsay, William M. (2004). The Cities And Bishoprics Of Phyrgia: Being An Essay Of The Local History Of Phrygia From The Earliest Times To The Turkish Conquest. Kessinger Publishing. str. 86. ISBN 9781419172830.
- Francesco D´Andria, Cehennem'den Cennet'e Hierapolis (Pamukkale). Ploutonion. Aziz Philippus'un Mezarı ve Kutsal Alanı. Ege Yayınları, Istanbul 2014. ISBN 978-605-4701-45-2